# Open Robotics
Open Robotics és una corporació sense ànim de lucre amb seu a Mountain View, Califòrnia. És el principal mantenidor del sistema operatiu del robot i del simulador Gazebo. La seva missió declarada és donar suport "el desenvolupament, la distribució i l'adopció de programari de codi obert per al seu ús en la investigació, l'educació i el desenvolupament de productes en robòtica".
Open Robotics finança les seves operacions a través de les contribucions de diverses organitzacions públiques i privades, algunes de les quals també dediquen els seus serveis al desenvolupament de diverses aplicacions de robòtica, R+D de robòtica i consultoria. Fonts notables de finançament passat i actual inclouen DARPA, NASA, Amazon, Bosch, Nvidia i el Toyota Research Institute.
Història
Els inicis de la robòtica oberta es remunten a Willow Garage, un laboratori de recerca i incubadora de robòtica creat per Scott Hassan, un dels primers enginyers de Google i empresari multimilionari de tecnologia. Va ser aquí on es va publicar la primera distribució oficial del sistema operatiu de robots (ROS) el maig de 2010 i ràpidament va obtenir una adopció generalitzada. Willow Garage es va dissoldre gradualment durant els anys següents en diverses derivacions, inclosa la Fundació de robòtica de codi obert (OSRF), que es va crear el maig de 2012 per continuar impulsant el desenvolupament de ROS i el simulador Gazebo.
Els patrocinadors inicials d'OSRF van incloure Willow Garage i DARPA, que van atorgar a OSRF el seu primer contracte per donar suport al programari de simulació de codi obert per al DARPA Robotics Challenge. En els anys següents, OSRF també va donar suport al repte de robòtica espacial de la NASA i al repte subterrani DARPA.
El setembre de 2016, es va crear una filial imposable anomenada Open Source Robotics Corporation (OSRC) per fomentar una major col·laboració amb la indústria. Juntament amb OSRF, aquestes dues organitzacions es van conèixer oficialment com a Open Robotics el maig de 2017. El 2018, Open Robotics va obrir la seva primera oficina a l'estranger a Singapur, i va anunciar la seva col·laboració amb el govern de Singapur per treballar en aplicacions de robòtica per al sector sanitari.
El desembre de 2022, OSRC i OSRC-SG (l'entitat de Singapur) van ser adquirides per Intrinsic, una filial d'Alphabet. OSRF continua sent una organització sense ànim de lucre independent.
El 15 d'abril de 2024, l'OSRA (THE OPEN SOURCE Robotics Alliance) va substituir l'OSRC, l'OSRC es va vendre a Intrinsic abans de la creació de la iniciativa OSRA, i totes dues coses formen part d'un únic pla a llarg termini de l'OSRF per proporcionar un futur estable per a ROS, Gazebo, Open-RMF i la infraestructura que els dóna suport.